# Roccando rollando
Roccando Rollando è un album di Eugenio Finardi pubblicato nel 1979 per la Cramps.

## Descrizione
Questo è l'ultimo album di Finardi per la casa discografica Cramps: infatti, dopo un periodo che lo vede impegnato in numerosi concerti caratterizzati, nonostante la sua figura di cantautore alternativo, dagli incidenti e le contestazioni tipici del periodo, deciderà di abbandonare Milano per trasferirsi a Carimate e lavorare nell'ambiente degli Stone Castle Studios.
In contemporanea con l'album viene pubblicato il 45 giri 15 bambini/La canzone dell'acqua, mentre un secondo 45 giri, Why Love/Song Fly High, viene pubblicato in autunno; con 15 bambini Finardi partecipa al Festivalbar 1979.
Come per l'album precedente, i musicisti che suonano con Finardi sono sempre i componenti del gruppo dei Crisalide, tra cui il batterista Mauro Spina, il bassista Stefano Cerri e il tastierista Ernesto Vitolo, ma già in questo disco all'impostazione rock'n'roll (oltre che reggae, come in Legalizzatela e calipso in 15 bambini), iniziano ad affiancarsi le atmosfere più soft presenti negli album successivi, come per il brano acustico La canzone dell'acqua.

## Tracce
LATO A
1. 15 bambini – 4:00
2. Why Love – 4:50
3. Zerbo – 4:05
4. Paura – 4:26

LATO B
1. La canzone dell'acqua – 2:58
2. Lasciati andare – 3:34
3. Legalizzatela – 5:03
4. Song Fly High – 4:43
5. Ridendo scherzando – 1:53

## Formazione
- Eugenio Finardi – voce
- Stefano Cerri – basso
- Mauro Spina – batteria
- Luciano Ninzatti – chitarra
- Maurizio Preti – percussioni
- Ernesto Vitolo – pianoforte, Fender Rhodes